# Asiago (queso)
Asiago es un queso véneto con denominación de origen protegida a nivel europeo. El único asiago oficial es el que se elabora en la región alpina cerca de la ciudad de Asiago, en la provincia de Vicenza, en la región del Véneto. 

## Denominación
El queso D.O.P. "Asiago" tiene que ser producido con leche de crías bovinas ubicadas dentro de una zona minuciosamente delimitada y en queserías situadas dentro de tal zona. Precisamente este territorio comprende:
- Provincia de Vicenza: todo el territorio.
- Provincia de Trento: todo el territorio.
- Provincia de Padua: el territorio de los ayuntamientos de Carmignano di Brenta, S. Pietro in Gù, Grantorto, Gazzo, Piazzola sul Brenta, Villafranca Padovana, Campodoro, Mestrino, Veggiano, Cervarese S. Croce y Rovolon.
- Provincia de Treviso: territorio adyacente el confín con las provincias de Vicenza y Padua.

Se reconoció la D.O.P en diciembre de 1978. Una gran parte del "asiago" mundial, sin embargo, se realiza en otros lugares usando tecnologías y cultivos que producen quesos de aspecto semejante pero muy diferente en sabor y sin denominación de origen.

## Historia
La historia del queso de Asiago se pierde junto con la del pueblo de la meseta que toma su nombre. Convencionalmente, su origen se remonta alrededor del año mil, ya que existen raros testigos de la meseta ‘Asiaghese’ relativos a los siglos anteriores.
Entre el siglo X y XV en la fértil meseta “de los Siete Ayuntamientos” la cría ovina era la actividad predominante. Se producía un queso muy sabroso sacado de la leche de oveja y se trabajaba la lana destinada a las actividades textiles, artesanales antes e industriales luego, de los valles adyacentes.
Junto con la modernización de las técnicas de cría, se pasó de la explotación de los pastos a la cura de las praderas. Las ovejas alrededor del 1500 fueron remplazadas por bovinos; la leche bovina sustituyó a la leche de cabra en el siglo XIX. En este período, la técnica quesera que se mantiene hoy todavía en las granjas, es refinada y con la mediación de la moderna tecnología, esta llega a las pequeñas y medianas queserías diseminadas en la zona de producción. La producción del Asiago, predominante hasta la mitad del siglo XIX en la meseta homónima, se extendió poco a poco también en las zonas de llano y colina circundantes. La mayor causa de tal difusión fue el conflicto bélico: la zona se encontraba entre Austria e Italia y fue teatro de muchas batallas; muchos habitantes migraron hacia el valle causando una enorme despoblación de la meseta. 
A partir de los años 20 junto a la variante de Asiago tradicional, denominada ‘D’allevo’ (de crianza), se empezó a realizar una nueva tipología de queso con envejecimiento mucho más breve comúnmente llamada 'Asiago pressato' (apretado).
El siglo veinte lleva fama y suerte al Asiago; empezó a producirse en cantidad siempre mayor, para que el mercado pudiera contar con suficiente producto para satisfacer la solicitud en constante crecimiento.

## Denominación de origen
En 1955, el queso Asiago consiguió la Denominación de Origen y Típica. Después en 1978, obtuvo la DOC (Denominazione di origine controllatta). En 1979, nació el "Consorcio por la tutela del queso Asiago", creado por 56 queserías sociales. Sus objetivos son: proteger las características de la producción quesera, perfeccionar cualitativamente y cuantitativamente el queso, promoverlo comercialmente y vigilar el correcto empleo de las denominaciones, de las contraseñas y de las marcas partidarias, administrando las eventuales acciones judiciarias para reprimir abusos e irregularidad. Hoy, el Consorcio por la tutela del queso Asiago cuenta 14 socios empleados en la maduración y 66 socios empleados en la producción.
Desde 1996, el Asiago es Denominación de Origen Protegida (PDO) dentro de la Unión Europea.
A nivel internacional, cuenta con registro como denominación de origen, conforme al Sistema de Lisboa, ante la Organización Mundial de la Propiedad Intelectual, desde el 11 de marzo de 2014.

## El consorcio por la tutela del queso Asiago
El Consorcio nació en Vicenza el 26 de junio de 1979 con el objetivo de tutelar la producción de la especialidad quesera de la meseta contra las imitaciones extranjeras que invadieron el mercado.
Hoy el Asiago es el sexto queso DOP italiano por cantidad producida y el quinto por volúmenes comercializados en Italia. 
El queso Asiago es conocido por más del 95% de los italianos.

Asiago
El Asiago es un queso de corte de pastura a base de leche de oveja o vaca. Originariamente se elaboraba con leche de oveja, pero actualmente se hace con leche de vaca.
Características: la corteza es amarillenta, suave, regular y no excesivamente gruesa, se va oscureciendo con la maduración hacia un tono marrón. La textura de la pasta es compacta, algo granulosa, con algunos ojos más o menos irregulares. El color de la pasta es amarillo pálido. Se trata de un queso que desprende una gran fragancia. Tiene un sabor intensamente picante, que se acentúa conforme envejece.
Usos culinarios: el Asiago curado es a menudo rallado sobre ensalada, sopas, platos de pasta y salsas, se sirve con vinos tintos. Puede rallarse o emplearse como queso de aperitivo, depende de cómo haya sido curado y prensado. El Asiago fresco se corta en rebanadas para preparar panini, sándwiches o cualquier plato. Se sirve con vinos blancos y rosados. El queso Asiago puede incluirse en una tabla de quesos, formar parte de ensaladas, en tapas o acompañado con mermelada. El Asiago encaja bien con vino tinto, un vino blanco o rosado, como Cabernet Colli Berici, Valpolicella classico, Breganze Vespaiolo, Bardolino, Shiraz, Zinfandel o Bordeaux.

## Clases de asiago
El queso Asiago es producido en dos tipos diferentes: prensado (fresco) y de crío (maduro) que a su vez y según la duración del envejecimiento se divide en 3 categorías.
-Asiago prensado: es producido con leche entera. Para realizarlo en primer lugar la leche tiene que ser cocinada a 35°; luego se añaden cuajo y fermentos lácticos; en seguida se procede con una segunda cocción a 45° y una saladura en seco. A continuación el amasijo es puesto en moldes circulares y prensado cuatro horas por medio de una prensa hidráulica. Luego la masa es marcada y puesta en salmuera dos días. Las piezas permanecen en lugares con la humedad adecuada para eliminar el exceso de agua. A continuación se introducen en cámaras, con temperatura y humedad controladas, para facilitar la correcta maduración del queso. Después de un período de maduración que puede diferir (desde veinte hasta cuarenta días) el queso estará listo para ser comido.
-Asiago ‘d’Allevo’: es producido con una mezcla de leche entera y desnatada (naturalmente). Para producirlo en primer lugar la leche tiene que ser cocinada a 35°; luego se añaden cuajo y fermentos lácticos; en seguida se procede antes con una segunda cocción a 45°, después con una saladura en seco y al final con una tercera cocción a 47°. A continuación el amasijo es puesto en moldes circulares, marcado y dejado en salmuera tres días. Las piezas permanecen en lugares con la humedad adecuada para eliminar el exceso de agua. A continuación se introducen en cámaras, con temperatura y humedad controladas, para facilitar la correcta maduración del queso. El queso podrá ser comido solo después de un período de envejecimiento de al menos 90 días. 
Según el período de maduración el Asiago d'Allevo se divide en:
§	Mediano (Desde 3 hasta 8 meses)
§	Viejo (Desde 9 hasta 18 meses)
§	‘Stravecchio’ (Más de 3 años)

## Valores nutricionales
El contenido proteico en el Asiago es superior a lo que se encuentra en una igual cantidad de carne y varía desde una media del 24% para el Asiago fresco hasta el 28% para el Asiago madurado.
En lo que concierne las grasas, también aquí el contenido se distingue según el tipo: el Asiago fresco tiene un porcentaje de grasas sobre la sustancia seca del 46-48%; el Asiago maduro del 42-44%. Además, el contenido en colesterol es modesto en relación con el porcentaje de grasas.
Las sales minerales incluidas en la composición de la leche, calcio y fósforo, se mantienen abundantemente en el queso, donde se añade en la elaboración una cantidad de sal variable según que sea de una pasta más o menos dulce (desde 1,5 g/100 g por Asiago fresco hasta 2, 5g/100 g por Asiago desazonado).
El pH asume valores alrededor del 5,50-5,60, confirmando que el Asiago es un queso "dulce" algo cuando está ya fermentado, con abundante presencia de fermentos látexes vivos (en el caso del tipo fresco debido a la breve maduración).
También el Asiago contiene vitaminas en significativas cantidades del tipo A, B, B2 y PP.
Contenido calórico: 382 calorías para el Asiago maduro y 368 para el Asiago fresco cada 100 g de producto.

## Gastronomía
¿Cómo reconocerlo? 
Sobre el queso hay un marcaje constituido por una serie de inscripciones "ASIAGO" y el logo del DOP impreso al borde de las piezas, que certifican su origen. Además presenta un número de matrícula impreso sobre él para identificar la quesería productora. Todas las formas de Asiago son numeradas: del número se puede remontar a la fecha de producción, a los datos de la elaboración, a los nombres de los ganaderos productores de leche.
El queso Asiago puede incluirse en una tabla de quesos, formar parte de ensaladas, en tapas o acompañado con mermelada. Marida bien con vino tinto o un vino propio de la misma región, como Cabernet Colli Berici, Valpolicella classico y Breganze Vespaiolo.